# George Stigler
George Joseph Stigler (Seattle, EUA 1911 - Chicago 1991) fou un economista estatunidenc guardonat amb el Premi Nobel d'Economia l'any 1982.

## Biografia
Va néixer el 17 de gener de 1911 a la ciutat de Seattle, població situada a l'estat nord-americà de Washington. Va estudiar economia a la Universitat de Washington, i l'any 1938 aconseguí el doctorat a la Universitat de Chicago sota la direcció de Frank Hyneman Knight i Jacob Viner, i sent company d'aula de Milton Friedman. Posteriorment va ser professor a les universitats de Minnesota entre 1938 i 1946, Brown fins al 1947, Columbia fins al 1958, on va treballar al costat de Kenneth Arrow i Robert Solow, fins que aquell any va ingressar a la de Chicago, de l'escola de la qual econòmica va ser un destacat membre.
Participà en la fundació de la Societat Mont Pelerin l'any 1947 al costat de Friedrich August von Hayek, i de la qual fou president entre 1976 i 1978. Va morir l'1 de desembre de 1991 a la ciutat de Chicago, població situada a l'estat d'Illinois.

## Recerca econòmica
Durant la Segona Guerra Mundial participà en el denominat Projecte Manhattan, realitzant recerca matemàtica i estadística.
Stigler va ser pioner de l'"economia de la informació" i de l'"economia de la regulació". Va associar les variacions de preus entre mercats a l'existència d'informació pertinent, assenyalant com els mercats que són poc transparents tenen la seva conseqüència en alts preus i en grans beneficis per als agents que disposen d'informació. Quant a la regulació pública, va passar a incorporar-la a l'interior del sistema econòmic, assenyalant com els grups de pressió intenten canalitzar-la en benefici propi, el que el va dur a defensar la no-intervenció pública.
L'any 1982 fou guardonat amb el Premi Nobel d'Economia pels seus treballs sobre estructures industrials, el funcionament dels mercats i els efectes de la regulació pública.